# Lecanicephalidea
Lecanicephalidea ist eine Ordnung der Bandwürmer. Ihr Endwirt sind Rochen, bei denen die Adulten im Spiraldarm parasitieren. Lecanicephalidea kommen weltweit vor, am häufigsten treten sie im zentralen Indopazifik auf.

## Merkmale
Die Gliederkette (Strobila) ist mit 0,5 bis 6 cm relativ kurz. Der Kopf trägt vier Saugnäpfe (Bothridia). Identifikationsmerkmal ist eine Bildung an der Spitze des Scolex, die als Myzorhynchus oder Apikalorgan bezeichnet wird. Die Öffnung der Vagina der Bandwurmglieder (Proglottiden) liegt hinter dem Cirrus-Sack in einem Genitalvorhof. Der Samenleiter (Vas deferens) ist häufig zu einem sackartigen Bläschen erweitert, welches sich vom Isthmus des Eierstocks bis zum Cirrus-Sack erstreckt.
Das Apikalorgan fehlt nur bei den Gattungen Aberrapex und Paraberrapex. Bei den anderen stellt es sich als faltbares Blatt, ovales Muskelkissen oder eingestülpten Konus mit warzenartigen Ausläufern dar. Bei den Polypocephalidae ist es in Tentakeln unterteilt.

## Lebenszyklus
Der Lebenszyklus ist weitestgehend unerforscht. Nach den wenigen erforschten Arten scheint ein Coracidium zu fehlen. Das finale Larvenstadium (Plerocercus) tritt in Zwischenwirten wie Muscheln, Kopffüßern, Strahlenflossern und Krabben auf.

## Systematik
Die Ordnung wird in acht Familien mit 29 Gattungen und 90 Arten unterteilt. Darüber hinaus gibt es sieben Arten mit unsicherer Zuordnung. Die Familien sind:
- Aberrapecidae
- Cephalobothriidae
- Eniochobothriidae
- Lecanicephalidae
- Paraberrapecidae
- Polypocephalidae
- Tetragonocephalidae
- Zanobatocestidae